# Neustrija
Neustrija je bila sjeverozapadni dio Franačke države pod Merovinzima od 6. do 8. stoljeća. Nastala je 511. godine, nakon smrti Klodovika, kad se Franačko kraljevstvo podijelilo između njegovih sinova, spajanjem područja od Akvitanije do La Manchea sa sjevernom granicom današnje Francuske. Kasnije je to postao naziv za regiju između Seine i Loire poznat pod imenom Neustrijska kraljevina. Činila je dio Karolinškog carstva i kasnije Zapadne Franačke. Karolinški kraljevi su također stvorili neustrijsku marku (fr. Marche de Neustrie) koja je bila pogranična grofovija Bretoncima i Vikinzima, a koja je postojala sve do kasnog 10. stoljeća i dinastije Kapeta.
Tijekom langobardske vladavine, Neustrija je bila i naziv za sjeverozapadnu Italiju.